# Limeux, Somme
Limeux là một xã ở tỉnh Somme, vùng Hauts-de-France của Pháp.
Thị trấn nằm phía tây tỉnh.

## Dân số
| Năm | 1962 | 1968 | 1975 | 1982 | 1990 | 1999 |
| --- | ---- | ---- | ---- | ---- | ---- | ---- |
| Dân số | 150  | 150  | 150  | 138  | 135  | 129  |
| From the year 1962 on: No double counting—residents of multiple communes (e.g. students and military personnel) are counted only once. |      |      |      |      |      |      |